# Metropolitanato de Trapezus

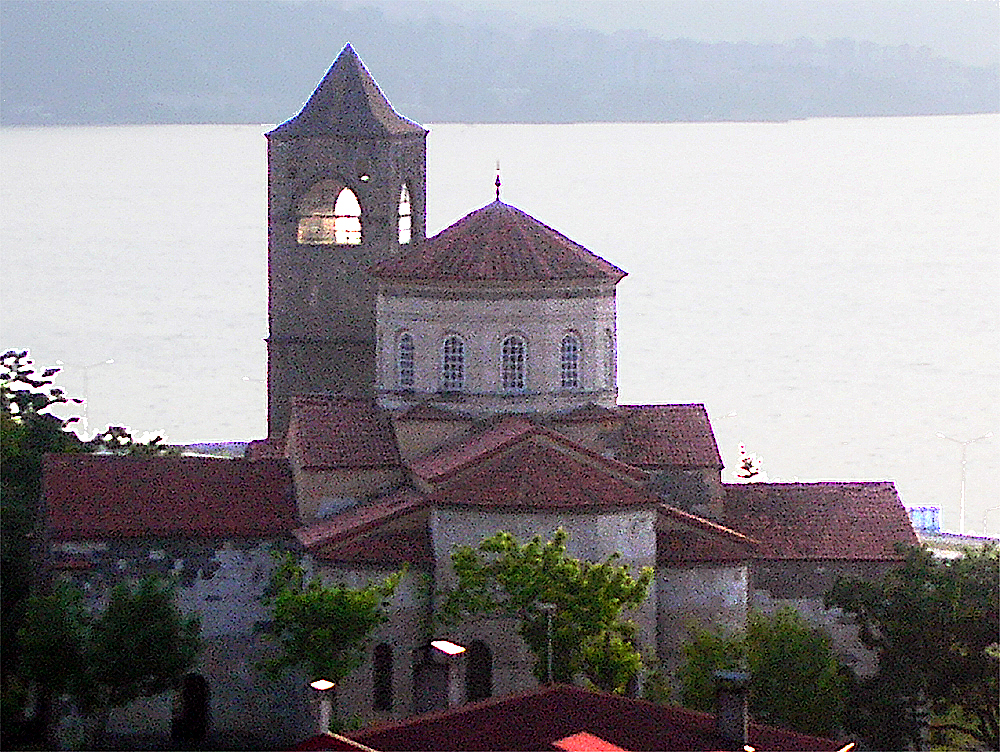
Iglesia de Santa Sofía en Trabzon.

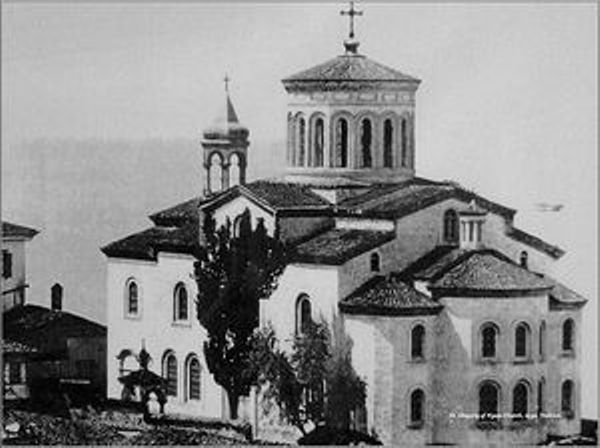
Catedral de San Gregorio de Nisa en Trabzon, destruida en 1930.

El metropolitanato de Trapezus (en griego: Ιερά Μητρόπολη Τραπεζούντος) es una diócesis de la Iglesia ortodoxa perteneciente al patriarcado de Constantinopla, que se halla vacante desde el vaciamiento de sus fieles en 1923. Su sede estuvo en Trapezus o Trebisonda (la actual Trabzon) en Turquía. Su titular lleva el título de metropolitano de Trapezus, el más honorable ('hipertimos') y exarca de toda Lázica (en griego: Ο Τραπεζούντος υπέρτιμος και έξαρχος на цяла Лазика). Es una antigua sede metropolitana de la provincia romana de Ponto Polemoniaco en la diócesis civil de Ponto y en el patriarcado de Constantinopla.

## Territorio
El territorio del metropolitanato se encuentran en las provincias de Trebisonda, Giresun, Rize y Artvin. Limita al norte con el mar Negro y con las eparquías de Batumi y Lazistán y Ajaltsije y Tao-Klarjeti (ambas de la Iglesia ortodoxa georgiana); al este con la arquidiócesis greco-ortodoxa de Teodosiópolis (de la Iglesia ortodoxa de Antioquía); al sur con los metropolitanatos de Caldia, Cheriana y Céraso y Rodópolis y con la arquidiócesis de Teodosiópolis; y al oeste con los metropolitanatos de Caldia, Cheriana y Céraso y Rodópolis.
Además de Trebisonda, otras localidades del metropolitanato son: Akçaabat, Vakfıkebir, Görele, Tirebolu, Espiye, Keşap, Yomra, Araklı, Sürmene, Of, Rize, Çayeli, Pazar, Ardeşen, Arhavi y Hopa.

## Historia
Originalmente sufragánea del metropolitanato de Neocesarea, antes de 787 Trapezus fue elevada al rango de arquidiócesis autocéfala con el título de Trapezus de Lázica (en memoria de la antigua provincia bizantina desaparecida). Circa 840 pasó a ser una sede metropolitana. En la Notitia Episcopatuum atribuida al emperador León VI (principios del siglo X), Trapezus ocupaba el puesto 33 entre las metrópolis del patriarcado y se le asignaban siete sufragáneas: Cherianon, Chamazur, Chachaeon, Paiper, Cherameos, Lerion y Bizanon. En el siglo XII tenía 18 diócesis sufragáneas, pero luego disminuyeron a solo dos en el siglo XV: Caldia o Kanin y Ophis. En la primera mitad del siglo XVII la primera fue promovida a arquidiócesis autocéfala y la segunda abolida, por lo que para el siglo XVIII ya no tenía sufragáneas.  
En abril de 1204, cuando los cruzados crearon el Imperio latino de Constantinopla, Trebisonda se declaró independiente y formó el Imperio de Trebisonda, que subsistió hasta la ocupación otomana el 15 de agosto de 1461. En los siglos XIII y XIV, Trapezus fue sede de una importante colonia genovesa, que dio lugar a una diócesis latina. Le Quien menciona dos arzobispos griegos que, en los tiempos modernos, entraron en comunión con la sede de Roma, a saber, Doroteo y Cirilo.
Trebisonda fue ocupada por el ejército ruso el 18 de abril de 1916, que se retiró el 24 de febrero de 1918. Entre enero y noviembre de 1920 Trebisonda fue la capital de la República del Ponto, que fue ocupada de nuevo por los turcos. Tras el Tratado de Lausana de 1923, para poner fin a la guerra greco-turca, se implementó un intercambio de poblaciones entre Grecia y Turquía que condujo a la extinción completa de la presencia cristiana ortodoxa en el territorio del metropolitanato de Trapezus.

## Cronología de los obispos
- Domno † (mencionado en 325)
- Atarbio † (mencionado en 451)
- Antipatro † (mencionado en 530 circa)
- Antimo † (?-circa 533 nombrado patriarca de Constantinopla)
- Antimo † (?-536 depuesto) (por segunda vez)
- Uranio † (mencionado en 546/547)[6]
- Teodoro I † (mencionado en 680)
- Cristóforo † (mencionado en 787)
- Teodoro II (o Teodosio) † (circa siglo X)[7]
- Constantino † (antes de 1023-después de 1024)
- León † (mencionado en 1054)
- Teodosio † (1370-1392 falleció)
- Doroteo † (mencionado en 1439)
- Cirilo † (mencionado antes de 1653)
- Partenio †  (marzo de 1798-1830 falleció)
- Constancio I † (julio de 1830-abril de 1879 falleció)
- Gregorio ΙΙ † (12 de mayo de 1879-22 de diciembre de 1884) (trasladado al metropolitanato de Tesalónica)
- Gregorio ΙΙΙ † (29 de diciembre de 1884-17 de mayo de 1888 (trasladado al metropolitanato de Rodas)
- Filareto † (14 de mayo de 1888-10 de octubre de 1889 (trasladado al metropolitanato de Rodas)
- Gabriel † (10 de octubre de 1889-23 de abril de 1893 (trasladado al metropolitanato de Kastoria)
- Constancio II † (29 de abril de 1893-18 de junio de 1906 falleció)
- Constantino II † (29 de junio de 1906-2 de abril de 1913) (trasladado al metropolitanato de Cícico)
- Crisanto † (26 de mayo de 1913-10 de febrero de 1922) (el 7 de septiembre de 1921 fue sentenciado en ausencia a muerte por las autoridades turcas)
- Crisanto † (27 de octubre de 1922-13 de diciembre de 1938 (por segunda vez)